# 锡赞角

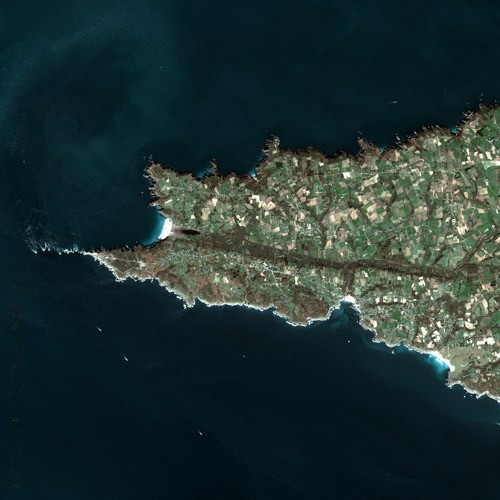
锡赞角卫星图

锡赞角（法語：Cap Sizun，法語發音：[kap sizɛ̃]）是法国布列塔尼大區菲尼斯泰尔省科努瓦耶地区西端的一个海岬，首府蓬克鲁瓦。锡赞角伸入伊鲁瓦斯海，北至杜瓦讷内湾接壤，南至欧迪耶讷湾。